# 南昌市立銀行
南昌市立銀行是1928年6月1日成立的，由南昌市政府同得民營資本合資創辦，得到贛府文件核准發行輔幣券流通市面。總經理為賀濟倉。
1929年2月1日正式開業，總部設在南昌。經營形式為官商合辦，資本定額為100萬元，實收四分之一，官股的部份由市政府承擔，商股系市民認購。南昌市立銀行負責代理南昌市公庫，發行銅元票。
南昌市立銀行發行過100枚、50枚、10枚三種的銅元票。 1931年又發行過新票。查得1936年的《銀行年鑒》的說法，1932年-1935年的四年，南昌市立銀行的貨幣發行額為335,606元、263,275元、324,822元、459,160元。 《江西經濟問題》的記載為1932年發行374,185串，1933年發行500,000串的銅元票。 
1939年，江西被日本佔領，南昌市立銀行遷到吉安， 1946年，遷還南昌復業。